# Лёвин, Иван Иванович
Иван Иванович Лёвин (7 августа 1910 года, с. Маливо, Егорьевский уезд, Московская губерния, Российская империя — 28 января 1991 год, Свердловск, СССР) — Герой Социалистического Труда (1981), директор Свердловского производственного объединения «Пневмостроймашина» Министерства строительного, дорожного и коммунального машиностроения в Свердловской области.

## Биография
Родился 7 августа 1910 года в селе Маливо Егорьевского уезда Московской губернии в многодетной семье крестьянина.
В 1925 году переехал в Москву к старшему брату, где окончил школу ФЗО по специальности «слесарь», устроился работать слесарем на Московский подшипниковой завод. Затем устроился на завод № 8 в городе Калининграде Московской области.
В годы Великой Отечественной войны, в ноябре 1941 года был эвакуирован вместе с заводом в Свердловск, где заочно окончил механический факультет Уральского политехнического института. Работал слесарем, затем заместителем директора и парторгом завода.
В 1958—1988 годах — директор производственного объединения «Пневмостроймашина». При Лёвине завод показывал высокие производственные показатели, занимался социально-бытовым развитием прилегающего микрорайона.
Был депутатом Свердловского городского Совета депутатов.
В 1988 году вышел на пенсию. Скончался 28 января 1991 года в Свердловске. Похоронен на Северном кладбище.

## Память
7 августа 2010 года в Екатеринбурге была установлена мемориальная доска в честь 100-летия со дня рождения И. И. Лёвина.

## Награды
За свои достижения был награждён:
- 12.05.1941 — орден Трудового Красного Знамени[4];
- 05.08.1944 — орден Ленина[5];
- 09.07.1945 — орден Отечественной войны II степени[6];
- 23.07.1966 — орден Ленина;
- 20.04.1971 — орден Октябрьской Революции;
- 11.10.1973 — орден Трудового Красного Знамени;
- 1973 — звание Почётный гражданин Свердловска;
- 11.03.1981 — звание Герой Социалистического Труда с золотой медалью Серп и Молот и орден Ленина «за выдающиеся производственные успехи, достигнутые в выполнении заданий десятой пятилетки и социалистических обязательств, и проявленную трудовую доблесть»;
- звание Заслуженный машиностроитель РСФСР.